# William Graham Sumner
William Graham Sumner (30. říjen 1840 Paterson, New Jersey, USA – 12. duben 1910 Englewood) byl americký sociolog, profesor na Yale university, první profesor sociologie vůbec. 
Je autorem známého konceptu etnocentrismu, který definoval ve své knize Folkways. A study of the sociological importance of usages, manners, customs, mores, and morals z roku 1906. Ve svém sociologickém díle byl ovlivněn zejména Herbertem Spencerem a je někdy označován za sociálního darwinistu.
Politicky byl liberálem, hájil ekonomiku laissez-faire, naopak bojoval proti rodícímu se americkému imperialismu (zejm. proti americko-španělské válce), který mohl v jeho očích otevřít cestu plutokratům a ohrozit americkou demokracii. Hájil rovněž ekonomický koncept zlatého standardu. K jeho žákům patřili Albert Galloway Keller, Irving Fisher či Thorstein Veblen.

## Životopis
Jeho profesorská kariéra začala roku 1872, kdy Sumner získal pozici na fakultě politické ekonomie a sociálních věd na Yaleově univerzitě. Byl členem „Mladých Yaleů”, reformistické skupiny, která se stavěla na odpor proti tradiční formě výuky. I proto byl Sumner oblíbeným u řady studentů, ale na druhou stranu velmi kontroverzní postavou u ostatních kantorů. Podílel se na reformě amerického univerzitního systému směrem k modernismu.

## Sociolog
Jako sociolog se věnoval celé řadě témat, ale těmi nejčastěji spojovanými s jeho jménem se staly folkways (obyčeje), mores (mravy) nebo společenské normy. Současně byl přesvědčeným zastáncem sociálního darwinismu.

### Folkways (obyčeje)
Jeho hlavní téma a zároveň stejnojmenná nejznámější práce je Folkways: A Study of Mores, Manners, Customs and Morals (1907). Tento termín definuje jako označení norem pro běžnější nebo příležitostné interakce. Jako příklad postuluje ideální pozdrav, či vhodné oblékání. Zároveň zmiňuje důležitost známosti jednotlivých obyčejů u většiny členů společnosti nebo kultury. V knize se zabývá myšlenkou, že se na tvorbě lidových zvyků podílejí stejné psychologické procesy jako na vytváření mravů. Lidové obyčeje se seskupují kolem hlavních životních zájmů lidí: přežití, ochrana majetku, zabezpečení jedince ve společnosti.
Ve srovnání s morálkou mravů lidové zvyky poukazují na to, co je pokládáno za slušné nebo neslušné chování. Avšak jejich porušení není trestáno ani jinak sankciováno. Pouze může být spojeno s pokáráním. Příkladem pro rozlišení mezi folkways (obyčeji) a mravy (mores) je, když muž, který si na slavnostní večeři nevezme kravatu. To je branné jako porušení lidových zvyklostí, ale kdyby přišel pouze v kravatě, porušil by kulturní mravy a vyvolal by ostřejší reakci. Jinak řečeno mravy (mores) rozlišují mezi správným a nesprávným, zatímco folkways spíše inklinují k diferenciaci mezi správností a neslušností. Obecně jsou také obyčeje praktikovány v rámci menších soc. skupin. Často se na jejich základě vytvářejí právě mravní normy a ty se potom například transformují do zákonů, institucí. To jim, ale z pohledu Sumnera neubírá na důležitosti, ba naopak autor věří, že život ve společnosti spočívá v podstatě v jejich vytváření. Dále tvrdí, že věda o společnosti by se jimi měla vice zabývat. Kritici později zmiňovali, že celý jeho přístup byl příliš zjednodušující a pojmy, jím používané, označili za vágní nebo špatně empiricky verifikovatelné. Moderní sociologie, antropologie na Sumnerových pojmech běžně teorie už nestaví. Jak „mores”, tak „folkways” jsou termíny, které zavedl sám William Graham Sumner.
Jednotlivé obyčeje, resp. folkways, odvozoval od „malých, často opakovaných aktů“, formujících podstatné distinktivní znaky kultur. Zároveň je důležité, aby tyto akty byly vykonávány kontinuálně. Poté je možné, že po čase se stanou samozřejmé a přijímané komunitou. Samotný moment akceptace místních obyčejů, bývá spojován s přijetím nového člena do komunity. Obyčeje bývají také charakteristickými znaky etnik, které se s jejich dopomocí snaží o odlišení od ostatních skupin. Nejčastěji k této diferenciaci dochází u etnických menšin. Některé z nich dokonce mají i neuvědomovaný, nebo uvědomovaný původ v náboženství. Sjednocujícím prvkem všech folkways je to, že obsahují určité prvky rituálu. Ať jsou to společenské konvence, akt daru nebo směny. Určité obyčeje přežívají, protože jsou účelné, ale časem mají tendenci se stávat stále svévolnějšími, imperativnějšími. Vyvíjí na lidi tlak na přizpůsobení. Zajímavým rysem folkways je, že vykazují tíhnutí k důslednosti.
Na závěr citace ze stejnojmenné knihy: „Prvním úkolem života je žít” a „Lidé začínají činy, ne myšlenkami”. Jím vymyšlené slovo „folkways” má v sobě prostotu lidí, kteří folkways vytvářejí, zatímco latinské „mores” (mravy) označuje spíše racionalizaci významných lidových zvyků.

### Společenské normy a mravy (mores)
William Graham Sumner, byl jedním z prvních americkýcg sociologů, který si uvědomoval, že některé normy jsou pro náš život důležitější než jiné. Společenské normy neboli pravidla, která jsou vynucovány členy komunity, mohou existovat jako formální i neformální pravidla chování. Ty neformální lze rozdělit do dvou odlišných skupin: folkways (obyčeje) a mravy (mores). Obyčeje jsou neformální pravidla, jejichž porušování není nijak zvlášť trestané, ale očekává se, že budou dodržovány. Sumner si slovo „mores” vypůjčil z latinského slova „customs” a použil ho jako termín, který označuje normy, jež jsou široce dodržovány a mají větší morální význam než folkways. Jsou to rovněž neformální pravidla, která nejsou zpravidla psaná, ale při jejich porušení hrozí již tresty nebo společenské sankce, například společenské a náboženské vyloučení. Tyto mravy mohou být společností často vnímány jako tabu. Zdůrazňují morálku prostřednictvím toho, co je špatné a co správné. Představují ideál člověka, jaký by měl být. Dítěti se dostává povědomí o tomto ideálu dříve, než je samo schopno racionálně uvažovat o nutnosti jednotlivých mravů. Začne je považovat za samozřejmost. Přispívají také k společenskému blahu, a tak jako obyčeje, působí na jedince nátlakem, aby se jim podřídil, ačkoli je nevynucuje žádná autorita.  
Tak jako se z folkways stávají mravy, tak se z určitých mravů stávají zákony. Přesněji zákony jsou ty mores, které mají přidanou specifickou sankci skupiny. Zároveň mají nejsilnější vliv na konzervativní členy společnosti. Jak obyčeje, tak mravy, jakkoli jsou konzervativní, se však mění a vyvíjejí, neboť jednotlivci často nevědomě provádějí drobné odchylky v jejich dodržování a tyto odchylky jsou pak napodobovány. Tento trend pak napomáhá udržovat vývoj i té nejtradičnější společnosti.

### Sociální darwinismus
Sumner napsal hned několik prací spojených s filozofií sociálního darwinismu. V mnoha esejích vyjádřil své pevné přesvědčení o laissez-faire, individuální svobodě a vrozené nerovnosti mezi lidmi. Konkurence o majetek nebo o společenské postavení považoval za prospěšné. Zejména kvůli zachování zdravého kulturního života. Byla mu vlastní protestantská etika tvrdé práce, šetrnosti podle Sumnera přispívá ke zdravé veřejné morálce. V kontextu se sociálním darwinismem vznikla teorie „racionální volby“, podle které člověk provádí každý den individuální racionální výběr mezi mnoha sociálními možnostmi a je za ně odpovědný především sám sobě.
Postuluje, že boj o existenci je zaměřen proti přírodě. Musíme si vybojovat uspokojení svých potřeb, kde naši bližní jsou našimi konkurenty. Konkurence je tedy zákonem přírody. Příroda je podle autora sice neutrální, ale i přesto se podřizuje tomu, kdo na ni nejodhodlaněji útočí. Odměnu získává ten nejsilnější a není brán ohled na jin, ať jsou jakéhokoliv druhu. Píše, že existuje-li tedy svoboda, lidé od ní dostávají právě úměrně podle svých zásluh. Pokud se nám to tedy nelíbí, jediná možnost, jak to napravit je brát těm lepším a dávat těm horším. Tresty udělovat těm, co si počínali lépe a odměňovat ty horší. Dáme tím, ale přednost přežití nejneschopnějších a dosáhneme toho tím, že zničíme svobodu. Linka svoboda, nerovnost, přežití nejsilnějších; ne-svoboda, rovnost, přežití nejneschopnějších. Ta první pomáhá společnosti růst a ta druhá nese společnost dolů.
Příroda podle Sumnera stále uděluje odměny, za to jací jsme a co děláme. Nyní je člověk s nejvyšším vzděláním, a ne člověk s nejtvrdší pěstí, kdo získává odměn nejvíce. Není podle něj možné, aby si člověk s kapitálem a člověk bez kapitálu byli rovni. Kdyby tomu tak bylo, nikdo z nás by podle autora už nepracoval. Pracujeme a odříkáme si, abychom získali kapitál. Jen proto, že získáme lepší postavení a život než člověk, který ho nemá. „Kdyby naši mladí lidé skutečně věřili některým poučkám, které slýchají, nebylo by od věci jim jednou za čas kázat, aby se uklidnili, a uvést, že není špatné být bohatý, ba dokonce že není špatné být bohatší než bližní.“  Z toho vyplývá, že odsuzovat kapitál je největší hloupost. Znamenalo by to podceňovat civilizaci, neboť kapitál je předpokladem každého společenského prospěchu. Mezi další známé sociální darwinisty patří zejména Spencer a Walter Bagehot v Anglii.
Tato teorie se často používala na podporu laissez-faire kapitalismu. Tvrdí, že jakékoliv pokusy o reformu společnosti prostřednictvím státních zásahů by museli narušovat přirozené procesy. Jako je třeba neomezená konkurence. Na společenské úrovni byl sociální darwinismus používán jako filozofické zdůvodnění imperialistické, kolonialistické politiky. Upadl pak během 20. století s rozšířením znalostí biologických, sociálních a kulturních jevů, které teorii spíše podkopávaly, než podporovaly.

## Ekonom
Jako představitel klasické ekonomické školy, Sumner podporoval extrémní politiku laissez-faire a stavěl se proti jakýmkoliv vládním zásahům. Ve své knize "A History of American Currency" (1874) podporoval zachování zdravé měny proti používání stříbra. V roce 1878, kdy docházelo k turbulencím v dělnickém hnutí, označil  odborové svazy jako škodlivé monopoly. Vyslovil také názor na politiku protekcionismu. Jmenovitě v knihách The -ism that Teaches that Waste Makes Wealth (1885) a Lectures on History of Protection (1883), kde definoval clo jako daň, která zvýhodňuje některé Američany oproti jiným. Věřil, že ekonomický, politický a sociální svět se řídí přírodními zákony. Podle těchto zákonů přežívají ve společenském i přírodním řádu ti nejsilnější. V míře, v jaké je společenský řád racionální, jsou zásahy do něj iracionální. Vždy se ukáže, že zásahy jsou zbytečné, neboť zákony, například zákony nabídky a poptávky, jsou relativně pevné.

## Odkaz
W.G. Sumner byl významný americký akademik, autor mnoha knih a esejů o americké historii, hospodářských dějinách, politické teorii, sociologii a antropologii. Sumner nebyl typ člověka, který by mohl zůstat spokojen v rámci nějakého speciálního oddílu společenských věd. Příliš dobře vnímal složitost a propojenost společenského života a množství faktorů, které do jeho vývoje vstupují. Proto se nedá mluvit o Sumnerovi jako jen o sociologovi. Jako mladík byl uchvácen Herbertem Spencerem (byl klasický britský sociolog a filosof. Patří mezi zastánce tzv. „organicistického proudu“ v sociologii). Byl vděčný, že postupem času dochází k intelektuální emancipaci.
Folkways: A Study of Mores, Manners, Customs and Morals zůstala jeho nejznámější knihou, ale také byla tou nejtěžší na dokončení. Sumner nenáviděl metafyziku a na psychologii si také příliš nepotrpěl. Vždy prohlašoval, že jeho práce spočívá výhradně na etnografii a historii. Jeho představa byla, že v sociologii by se mělo více zkoumat a méně teoretizovat. Projevil nejistotu o budoucí vyučování sociologie na Yaleově univerzitě, jakým způsobem bude vyučování po jeho odchodu do důchodu probíhat.
Sumnerovy koncepce byly zpravidla založené na induktivním empirismu, tedy na pozorování konkrétních případů. Jak již bylo řečeno Sumner vnímal převážně holisticky. Sociologie a antropologie pro něj tvořily jeden celek. I přesto, že již v době vydání Folkways se americká sociologie s Wardem, Giddingsem, Smallem, Cooleym a Thomasem ubírala už cestou jinou.

## Knihy
Mezi jeho nejznámější díla patřily:
- What Social Classes Owe to Each Other
- Folkways: A Study of Mores, Manners, Customs and Morals (1907)
- The Forgotten Man, A History Of American Currency.